# Billy Talent III
Billy Talent III ist das dritte Studioalbum der kanadischen Rockband Billy Talent. Es wurde von Brendan O’Brien produziert. Es erschien am 10. Juli 2009 in Deutschland beim Label Wmi (Warner) und drei Tage später im Vereinigten Königreich bei Atlantic Records.

## Entstehung
Anfang 2008 begannen Billy Talent neue Songs zu schreiben. Diese Phase wurde durch eine Tour als Vorband von My Chemical Romance unterbrochen, nach der sie die restlichen Stücke schrieben. Oktober 2008 ging die Band ins Studio, um das Album aufzunehmen. Von den drei Jahren zwischen den Alben Billy Talent II und Billy Talent III waren Billy Talent zwei Jahre auf Tour.
Im September 2008 veröffentlichten Billy Talent zur Promotion eine Demo des Songs „Turn Your Back“ mit einem Gastauftritt der Band Anti-Flag. Auf der Albumversion ist dieser Gastauftritt nicht mehr zu hören. Weiterhin wurde eine eigene Website zum Album eingerichtet.
Brendan O’Brien war laut Billy Talent sehr wichtig für das Album. So beziehen sie den Sound, der „ganz anders als bei den vorherigen Alben“ sei, auf seine Mitarbeit. In einem anderen Interview beschreiben sie Brendan O’Brien als den „größten Unterschied zu den bisherigen Alben“.

## Titelliste
1. Devil on My Shoulder – 3:49
2. Rusted from the Rain – 4:13
3. Saint Veronika – 4:09
4. Tears into Wine – 4:12
5. White Sparrows – 3:14
6. Pocketful of Dreams – 3:34
7. The Dead Can’t Testify – 4:27
8. Diamond on a Landmine – 4:30
9. Turn Your Back – 3:22
10. Sudden Movements – 3:39
11. Definition of Destiny – 4:01

Bonustracks
1. Don’t Need to Pretend
2. Bloody Nails and Broken Hearts

## Musikvideos
1. Rusted from the Rain
2. Devil on My Shoulder
3. Saint Veronika
4. Diamond on a Landmine

## Versionen
Das Album erschien am 10. Juli 2009 in drei Versionen. Die erste Version enthält die 11 Songs; die zweite besitzt drei zusätzliche Lieder und wird in einem Digipak ausgeliefert. Die dritte Variante, im Englischen mit Billy Talent III: Guitar Villain Edition betitelt, enthält eine zusätzliche CD, auf der die 11 Lieder der ersten CD in einer Version enthalten sind, bei der die Audiospuren der Gitarren entfernt wurden (Play-Along-CD). Dazu gibt es die drei Bonustracks der Digipak-Edition sowie einen weiteren Demo-Track. Die dritte Edition enthält des Weiteren Gitarrentabs aller Musikstücke des Albums in Form von zwei Postern.

## Singleauskopplungen
Als erste Singleauskopplung wurde Rusted from the Rain ausgewählt. Sie wurde am 19. Mai 2009 auf MTV veröffentlicht und schaffte es in Deutschland sowie Österreich in die Top 20 der Charts.
Die nächste Auskopplung ist Devil on My Shoulder.
Als dritte Single gab es am 26. Februar 2010 das Lied Saint Veronika, das sich inhaltlich auf den Roman Veronika beschließt zu sterben von Paulo Coelho stützt. Im Sommer 2010 erschien Diamond on a Landmine als vierte Single.

## Rezensionen
In verschiedenen Rezensionen wurde Billy Talent III durchweg schlechter als sein Vorgänger Billy Talent II aufgenommen. Plattentests.de kritisierte die fehlende Weiterentwicklung, bezeichnete das Album als „gemäßigt“ und bewertete es mit 5 von 10 Punkten. Auch Laut.de bemängelte fehlende „Kreativität und Innovation“, wobei aber die „Bekennung zu den Wurzeln“ auch positiv gesehen wurde und vergab 3 von 5 Punkten. Whiskey-soda.de bezeichnete das Album als das „bisher enttäuschendste Album der Band“, gab jedoch trotzdem eine 2 (Notenskala).
Auch in der englischen Presse gab es zum Teil Diskrepanzen bei den Wertungen der Kritiker. Drowned in Sound schrieb: „Die Intensität von Billy Talent III fühlt sich an wie die Intensität der Live-Auftritte der Band: ungeschickt gekünstelt und absolut abstoßend.“ („The intensity on Billy Talent III feels the same as the intensity of the band's live show, awkwardly forced and absolutely repellent.“) und bewertete das Album mit 2 von 10 Punkten. Im Gegensatz dazu bewertete Rock Sound das Album mit 9 von 10 Punkten und schrieb: „Billy Talent III ist ein erstaunliches Beispiel einer Band auf der Spitze ihres Spielens“  („‘Billy Talent III’ is a mind-blowing example of a band at the top of their game.“) Auch die BBC sah das Album positiv und schrieb: „Wenn sie melodischen, euphorischen Rock mit epischen Gitarrenriffs mögen, dann werden sie Billy Talent III mögen“ („[…]if you like melodic, upbeat rock with epic guitar riffs – you'll like Billy Talent III“).

## Kommerzieller Erfolg

### Chartplatzierungen
| ChartsChartplatzierungen       | Höchstplatzierung | Wochen |
| ------------------------------ | ----------------- | ------ |
| Deutschland (GfK)              | 2 (28 Wo.)        | 28     |
| Österreich (Ö3)                | 2 (18 Wo.)        | 18     |
| Schweiz (IFPI)                 | 3 (14 Wo.)        | 14     |
| Vereinigte Staaten (Billboard) | 107 (1 Wo.)       | 1      |
| Vereinigtes Königreich (OCC)   | 35 (2 Wo.)        | 2      |

| ChartsJahrescharts (2009) | Platzierung |
| ------------------------- | ----------- |
| Deutschland (GfK)         | 32          |
| Österreich (Ö3)           | 36          |
| Schweiz (IFPI)            | 93          |

### Auszeichnungen für Musikverkäufe
| Land/Region        | Auszeichnungen für Musikverkäufe (Land/Region, Auszeichnung, Verkäufe) | Verkäufe |
| ------------------ | ---------------------------------------------------------------------- | -------- |
| Deutschland (BVMI) | Platin                                                                 | 200.000  |
| Kanada (MC)        | 3× Platin                                                              | 240.000  |
| Österreich (IFPI)  | Platin                                                                 | 20.000   |
| Insgesamt          | 5× Platin ·                                                            | 460.000  |